# Grecale (destroyer)
Le Grecale (fanion « GR ») était un destroyer italien de la classe Maestrale lancé en 1934 pour la Marine royale italienne (en italien : Regia Marina).

## Conception et description
Cette classe, qui comporte quatre unités, est une amélioration de la classe précédente, la classe Folgore  (série Dardo classe II). Sa longueur de sa coque est augmentée de 10 mètres pour permettre une meilleure tenue en mer.
Les destroyers de la classe Maestrale étaient d'une conception entièrement nouvelle destinée à corriger les problèmes de stabilité de la classe Folgore précédente. Ils avaient une longueur entre perpendiculaires de 101,6 mètres et une longueur hors tout de 106,7 mètres. Les navires avaient une largeur de 10,15 mètres et un tirant d'eau moyen de 3,31 mètres et de 4,3 mètres à pleine charge. Ils déplaçaient 1 640 tonnes  à charge normale et 2 243 tonnes à pleine charge. Leur effectif en temps de guerre était de 190 officiers et hommes de troupe.
Le Grecale était propulsé par deux turbines à vapeur à engrenages Parsons, chacune entraînant un arbre d'hélice à l'aide de la vapeur fournie par un trio de chaudières à trois tambours. Les turbines étaient conçues pour produire 44 000 chevaux-vapeur sur l'arbre (33 000 kW) et une vitesse de 32-33 nœuds (59–61 km/h) en service, bien qu'elles aient atteint des vitesses de 38-39 nœuds (70–72 km/h) pendant leurs essais en mer alors qu'elles étaient légèrement chargées. Les navires transportaient suffisamment de mazout pour avoir une autonomie de 2 600 à 2 800 milles nautiques (4 800 à 5 200 km) à une vitesse de 18 nœuds (33 km/h) et de 690 milles nautiques (1 280 km) à une vitesse de 33 nœuds (61 km/h).
La batterie principale du Grecale était composée de quatre canons de 120 millimètres et de 50 calibres dans deux tourelles jumelées, une à l'avant et une à l'arrière de la superstructure. Au milieu du navire se trouvait une paire de canons à obus éclairants de 120 millimètres et de 15 calibres. La défense antiaérienne (AA) des navires de la classe Maestrale était assurée par quatre mitrailleuses Breda Model 1931 de 13,2 millimètres. Ils étaient équipés de six tubes lance-torpilles de 533 millimètres (21 pouces) dans deux supports triples au milieu du navire. Bien que les navires ne soient pas dotés d'un système de sonar pour la lutte anti-sous-marine, ils sont équipés d'une paire de lanceurs de grenades sous-marines. Les Maestrales peuvent transporter 56 mines.

## Construction et mise en service
Le Grecale est construit par le chantier naval Cantiere navale di Ancona d'Ancône en Italie, et mis sur cale le 25 septembre 1931. Il est lancé le 17 juin 1934 et est achevé et mis en service le 15 novembre 1934. Il est commissionné le même jour dans la Regia Marina.

## Histoire du service

### Années 30 et Seconde Guerre mondiale
Dans la période du 26 mars 1936 au 9 juillet 1939, le Grecale participe à plusieurs missions et patrouilles, en particulier pendant la guerre civile espagnole, non seulement en Méditerranée mais aussi dans l'Atlantique, parmi lesquelles les missions d'août 1936 en Belgique et de juillet 1939 à Lisbonne,.
Le 10 juin 1940, lorsque l'Italie entre dans la Seconde Guerre mondiale, il fait partie du Xe escadron de destroyers, avec ses navires-jumeaux (sister ships) Maestrale, Libeccio et Scirocco.
Pendant la Seconde Guerre mondiale, il opère à la fois avec la force de combat et en escortant des convois vers la Libye.
Le 2 juillet 1940, il est envoyé, avec ses navires-jumeaux, les croiseurs légers Bande Nere et Colleoni, la Ire division (croiseurs lourds Zara, Fiume et Gorizia) et le IXe escadron de destroyers (Alfieri, Oriani, Gioberti, Carducci) pour escorter indirectement un convoi qui revenait de Libye (transports de troupes Esperia et Victoria, avec l'escorte des torpilleurs Procione, Orsa, Orione et Pegaso, naviguant de Tripoli à Naples).
Le 6 juillet, il escorte le premier grand convoi vers la Libye (opération nommée "TCM"). Parti de Naples à 19h45, le convoi est composé des transports de troupes Esperia et Calitea (transportant respectivement 1 571 et 619 soldats) et des cargos modernes Marco Foscarini, Vettor Pisani et Francesco Barbaro (dont la cargaison comprenait 232 véhicules, 5720 t de carburant et de lubrifiants et 10 445 tonnes d'autres matériaux) ; avec les quatre unités du Xe escadron de destroyers. Le convoi est également escorté par les croiseurs légers Bande Nere et Colleoni et le XIVe escadron de torpilleurs (Procione, Orsa, Orione, Pegaso). Les navires arrivent sains et saufs à Benghazi, leur port d'arrivée, le 8 juillet.
De retour à Augusta, le Xe escadron repart pour rejoindre la formation navale qui prend part à la bataille de Punta Stilo le 9 juillet, dans laquelle, cependant, cette formation n'a pas joué un rôle pertinent.
Le 27 juillet, le Grecale et ses navires-jumeaux quittent Catane et rejoignent l'escorte d'un convoi sur la route Naples-Tripoli pendant l'opération "Trasporto Veloce Lento" (le convoi est composé des marchandsMaria Eugenia, Gloriastella, Mauly, Bainsizza, Col di Lana, Francesco Barbaro et Città di Bari, escortés par les torpilleurs Orsa, Procione, Orione et Pegaso). Le sous-marin britannique HMS Oswald (N58), aperçoit le convoi, tente de torpiller le Grecale, mais échoue. Les unités arrivent au port indemnes le 1er août,.
Le 9 août, avec les ses 3 navires-jumeaux, il pose un barrage de mines dans les eaux de Pantelleria.
En avril 1941, il escorte un convoi de vapeurs allemands (Alicante, Maritza, Procida, Santa Fe) avec des fournitures pour l'Afrika Korps.
Le 11 mai, il fait partie de l'escorte indirecte, avec les croiseurs légers Bande Nere, Cadorna, Duca degli Abruzzi et Garibaldi et les destroyers Alpino, Fuciliere, Scirocco, da Recco, Pancaldo, Pessagno et Usodimare, à un convoi formé par les marchands Preussen, Wachtfels, Ernesto, Tembien, Giulia et Col di Lana et qui bénéficiait de l'escorte directe des destroyers Dardo, Aviere, Geniere, Maestrale et Camicia Nera. Partant de Naples, les navires atteignent Tripoli le 14.
Le 26 mai, il escorte, avec le Maestrale et le Cadorna, un convoi de Naples à Tripoli (composé des navires à moteur Andrea Gritti, Sebastiano Venier, Marco Foscarini, Barbarigo, Rialto et Ankara, escortés par les destroyers Vivaldi et da Noli et les torpilleurs Cigno, Procione et Pegaso).
Le 19 juin fait partie, avec les navires-jumeaux Scirocco et Maestrale, de l'escorte indirecte d'un convoi pour Tripoli (il était formé par les transports de troupes Marco Polo, Esperia, Neptunia et Oceania, qui sont escortés par les destroyers Vivaldi, da Recco, Gioberti et Oriani et par le vieux torpilleur Dezza), qui est attaqué, sans résultats, par le sous-marin britannique HMS Unbeaten (N93) dans les eaux de Pantelleria. Les unités arrivent à Tripoli le 20, mais alors que les transports prennent la route sûre vers Tripoli, le sous-marin britannique HMS Unique (N95) torpille le Esperia, qui coule à la position géographique de 33° 03′ N, 13° 03′ E,.
Le 7 juillet, il effectue la pose de barrages de mines dans le canal de Sicile, avec les destroyers Scirocco, Maestrale, Pigafetta, Pessagno, da Recco, da Mosto, da Verrazzano et les IVe division de croiseurs (Bande Nere et di Giussano) et VIIe division de croiseurs (Attendolo et Duca d'Aosta).
Toujours en juillet, il fait partie de l'escorte d'un convoi formé par les transports Ernesto, Tembien, Giulia, Col di Lana, Wachtfels, Amsterdam. Le Tembien et le Wacthfels sont touchés par des avions et doivent être pris en remorque.
En août, il fait partie de l'escorte du convoi "Marco Polo".
Le 24 septembre, il quitte Palerme avec les croiseurs légers Duca degli Abruzzi et Attendolo, la IIIe division (croiseurs lourds Trento, Trieste et Gorizia), ses navires-jumeaux Scirocco et Maestrale et le XIIe escadron de destroyers (Corazziere, Lanciere, Ascari et Carabiniere) pour attaquer un convoi britannique, mais ne parvient pas à l'atteindre..
Dans la matinée du 8 novembre 1941, le Grecale (sous le commandement du capitaine de frégate (capitano di fregata) Giovanni di Gropello) appareille de Naples pour rejoindre l'escorte du convoi "Duisburg" à destination de Tripoli, formé par les transports Duisburg, San Marco, Sagitta, Maria, Rina Corrado, Conte di Misurata et Minatitlan (dont la cargaison était de 34 473 tonnes de fournitures, 389 véhicules, 243 hommes). Les navires sont escortés, outre le Grecale, par les destroyers Maestrale, Fulmine, Euro et Alfredo Oriani (auxquels s'ajoutent, comme escorte indirecte, également les croiseurs lourds Trento et Trieste et 4 destroyers). Dans la nuit suivante, le convoi est attaqué et détruit par la "Force K" britannique (croiseurs légers HMS Aurora (12) et HMS Penelope (97) et destroyers HMS Lance (G87) et HMS Lively (G40)). Tous les marchands et le Fulmine sont coulés. Au début du combat, le Aurora ouvre le feu et tire trois salves contre le Grecale, à ce moment-là à l'arrière du convoi. Avant de pouvoir riposter (il a essayé deux fois en vain de lancer ses torpilles), il est touché par huit obus de 152 et 120 m, qui tuent 23 hommes et en blessent 56 (dont 35 grièvement). Certains tirs ont atteint la salle des machines, mettant l'appareil moteur hors service. Immobilisé, hors service et avec le feu à bord, le Grecale est pris en remorque par le Oriani,,. Le Grecale est alors remorqué d'abord à Trapani et de là, le 11 novembre, à Tarente, pour y subir des travaux de réparation,,.
Les travaux durent de novembre 1941 à mars 1942. Outre les réparations, le navire subit également quelques modernisations, telles que le remplacement des deux pièces d'obus éclairants de 120 mm par deux complexes de mitrailleuses de 20/65 mm, le placement d'une pièce  de 120 mm au milieu du navire (entre les complexes de lance-torpilles), le remplacement des mitrailleuses jumelles sur le pont par d'autres simples, l'embarquement de deux grenades sous-marines de fabrication allemande.
En mars 1942, le Grecale participe à l'escorte de deux convois.
Le 16 mars il participe à l'opération "Sirio" en fournissant une escorte indirecte, avec son navire-jumeau Scirocco et le croiseur léger Duca d'Aosta, à deux convois formés par les transports Reichenfels, Vettor Pisani et Assunta de Gregori  (avec à bord 36 chars, 278 véhicules, 13 124 tonnes de fournitures et 103 hommes) escortés par 5 destroyers et deux torpilleurs. Tous les navires arrivent sains et saufs en Libye.
A minuit le 21 mars, le Grecale, rattaché au XIe escadron de destroyers (Aviere, Ascari, Oriani) quitte Tarente avec le cuirassé Littorio et les unités de l'escadron, prenant ensuite part à la deuxième bataille de Syrte, peu concluante, dans laquelle il n'a pas eu un rôle pertinent, devant rentrer au port pour une panne de gouvernail.
Entre le 3 et le 5 août, il escorte un convoi composé des navires à moteur Ankara, Nino Bixio et Sestriere (avec destination Tobrouk pour le premier et Benghazi pour les deux autres. La cargaison était constituée de 92 chars, 340 véhicules, 3 locomotives, une grue, 292 soldats, 4 381 tonnes de carburants et d'huiles de graissage, 5 256 tonnes d'autres fournitures), ainsi que les destroyers Corsaro, Legionario, Freccia, Folgore et Turbine, et les torpilleurs Partenope et Calliope. Les navires atteignent leur destination malgré de nombreuses attaques aériennes; à cette occasion a lieu la première attaque d'avions américains contre des unités italiennes (il s'agit d'une attaque de bombardiers Consolidated B-24 Liberator),.
Le 4 novembre, il quitte Naples pour escorter - avec les Maestrale, Oriani, Gioberti, les torpilleurs Clio et Animoso et un autre destroyer moderne, le Velite - les navires à moteur Giulia et Chisone et le vapeur Veloce, à destination de Tripoli. Malgré plusieurs attaques aériennes, le convoi est l'un des derniers à arriver en Libye sans dommages.
Plus ou moins à la même période, il a également escorté le pétrolier Panuco.
Le 30 novembre, avec le Maestrale et le Ascari, il effectue une autre mission de pose de mines dans le canal de Sicile. Au retour de cette mission, il est envoyé, avec le reste du Xe escadron, pour renforcer l'escorte du convoi "B" (de Naples à la Tunisie avec les vapeurs Arlesiana, Achille Lauro, Campania, Menes et Lisboa et l'escorte initiale des torpilleurs Sirio, Orione, Groppo et Pallade, auxquels s'ajoutera plus tard un autre torpilleur, le Uragano), qui est néanmoins ramené au port à la nouvelle de la sortie en mer de la Force Q britannique (croiseurs légers Aurora, Sirius et Argonaut, destroyers britanniques HMS Quentin (G78) et australien HMAS Quiberon (G81), qui ensuite, dans la nuit du 2 décembre, intercepte et détruit le convoi "H", qui a été envoyé un peu plutôt,.
En décembre, il effectue trois missions de transport de troupes en Tunisie..
Le 3 janvier 1943, il se trouvait à Palerme lorsque le port est attaqué par cinq " chariots ", des torpilles britanniques à tir lent, qui endommagent gravement le navire à moteur mixte Viminale et coulent le croiseur léger Ulpio Traiano, qui était en cours d'armement. Quelques charges explosives sont également placées sur la coque du Grecale, mais elles sont retirées avant d'exploser.

### Collision avec l'Ardente
Le 12 janvier, le Grecale (commandé par le capitaine de frégate Luigi Gasparrini), quittant Palerme à 1h05 du matin, éperonne accidentellement le torpilleur moderne Ardente, naviguant de Bizerte à Palerme, au nord de la côte sicilienne, près du cap San Vito. L'officier de pont aurait pris le torpilleur italien pour un torpilleur ennemi. Alors que le Ardente coule avec 118 hommes, le destroyer est sévèrement endommagé, avec l'enlèvement de la proue jusqu'à la hauteur du pont, et a regagné le port - où il est arrivé à 13h15 - à reculons dans la mer agitée,,. La cause de l'incident a été les mauvaises conditions météorologiques et la navigation sur le même parcours de sécurité avec des routes parfaitement opposées et des feux de navigation éteints. Plus tard, dans la région d'Egadi, des routes différentes ont été utilisées pour le trafic aller et le trafic retour. Les pertes humaines sont également élevées sur le Grecale: le navire est engagé dans une mission de transport de soldats allemands (de Palerme à Bizerte), disposés au mieux dans diverses pièces, et dans la collision 8 membres de l'équipage du navire et 102 soldats allemands meurent ou disparaissent.
Mis à quai pour la reconstruction de la proue, le Grecale a également fait l'objet du remplacement de la pièce d'obus éclairants centrale et du complexe lanceurs de torpilles arrière par deux mitrailleuses de 37/54 mm et du placement de deux mitrailleuses simples de 20/65 mm à l'arrière. Les travaux durent jusqu'en août.

### Après l'armistice
À la proclamation de l'armistice du 8 septembre 1943 (Armistice de Cassibile), le navire part de La Spezia avec le reste de l'escadre navale (cuirassés Italia, Vittorio Veneto et Roma, croiseurs légers Giuseppe Garibaldi, Attilio Regolo, Duca degli Abruzzi, Eugenio di Savoia, Duca d’Aosta, Montecuccoli, destroyers Artigliere, Fuciliere, Mitragliere, Carabiniere, Legionario, Velite, Oriani) se rend aux Alliés à Malte, où il arrive le 11 septembre, amarré à Marsaxlokk,,. Le 12 septembre, il se ravitaille à La Valette et le 14 septembre, il quitte l'île avec une partie de l'escadre (Italia, Vittorio Veneto, Eugenio di Savoia, Duca d'Aosta, Montecuccoli, Cadorna, Da Recco, Artigliere, Velite) et se dirige vers Alexandrie, où il arrive le 16,.
Jusqu'à l'armistice, le Grecale avait effectué un total de 155 missions de guerre (8 avec des forces navales, 4 poseurs de mines, un chasseur anti-sous-marin, 10 transports, 35 escortes de convois, 33 formations et 64 transferts ou autres), couvrant 47 646 milles nautiques (88 240 km) et passant 441 jours en mission. Pendant qu'il était en mission, il subit un total de 11 attaques de sous-marins, 5 attaques de bombardiers et 2 attaques de torpilleurs.
L'unité a ensuite pris part à de nombreuses missions de guerre pendant la cobelligérance.
Entre le 21 et le 22 juin 1944, avec le torpilleur à moteur MS 74, il transporte quelques " Chariots " britanniques et leurs équipages dans les eaux de La Spezia ; ces engins pénètrent dans le port et coulent le croiseur lourd Bolzano, capturé par les Allemands.

### Commandement
Commandants
- Capitaine de frégate (capitano di fregata) Edmondo Cacace (né à Turin le 28 mars 1899) (10 juin 1940 - juin 1941)
- Capitaine de frégate (capitano di fregata) Giovanni di Gropello (né à Turin le 28 février 1902) (juin 1941 - 13 mai 1942)
- Capitaine de frégate (capitano di fregata) Luigi Gasparrini (né à Fermo le 31 mars 1902) (14 mai 1942 - 12 janvier 1943)
- Capitaine de frégate (capitano di fregata) Benedetto Ponza di San Martino (né à Modène le 8 mai 1900) (août 1943 - décembre 1944)

### Période d'après-guerre et service dans la Marina Militare Italiana
À la fin de la guerre, le Grecale est laissé à l'Italie par les conditions imposées par le traité de paix de Paris. Il fait partie de la Marina Militare Italiana (marine italienne) et est réformé entre 1947 et 1949. Après la guerre, il est la première unité à être modernisée au arsenal maritime militaire de La Spezia.

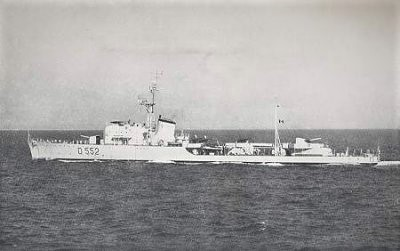
Le Grecale après avoir rejoint la Marine italienne, avec les nouvelles initiales D 552

Pendant les travaux, les canons principaux ont été remplacés par de nouveaux canons de 120/50 mm, l'armement anti-aérien était constitué de six canons de 37/54 mm et de deux mitrailleuses de 20/65 mm, tandis que trois tubes lance-torpilles de 533 mm constituaient l'armement de torpilles. Un radar de type "LWS" a également été installé sur un mât nouvellement construit.
En 1953, l'unité a subi de nouvelles modernisations et, avec l'entrée de l'Italie dans l'OTAN, il reçoit le badge optique D 552 au lieu de l'ancien GR.
Le 26 octobre 1954, il est la première unité de la Marine à entrer dans le port de Trieste à l'occasion du retour de la ville à l'Italie, suivie par les destroyers Granatiere et Artigliere et le croiseur Duca degli Abruzzi, la foule en liesse montant à bord des unités navales pour manifester sa grande joie du retour à l'Italie.
En 1955, le navire subit de nouveaux travaux pour être transformé en frégate rapide.
L'unité est reclassée en frégate anti-sous-marine par décret du Président de la République du 10 avril 1958 avec le nouvel insigne optique F 556 hérité du Aretusa, torpilleur désarmé le 1er août de la même année.

### Transformation du navire de commandement et les dernières années
De 1959 à 1960, le navire subit de nouveaux travaux de transformation afin de pouvoir embarquer le commandement de l'escadron naval, car à cette époque le croiseur Duca degli Abruzzi est envoyé au désarmement et le Giuseppe Garibaldi, qui a subi des travaux de transformation, est destiné au rôle de navire amiral.
Au cours de ces travaux, l'armement, à l'exception d'un gréement double de 40 mm, est déchargé, les superstructures sont éliminées à l'arrière de la cheminée, le gaillard avant est allongé presque jusqu'à l'extrémité de la poupe et un grand rouf est construit à l'avant du pont.
Déclassé le 1er juin 1964 après avoir effectué son dernier abaissement de drapeau à Tarente la nuit précédente avec le croiseur Montecuccoli, le Grecale est désarmé le 10 avril 1965 et après avoir été démantelé et dépouillé de ce qui était encore utilisable, il est abandonné pendant quelques années dans l'arsenal de Tarente puis mis en vente pour démolition.

## Le nom
C'est la deuxième unité à porter le nom de Grecale. Auparavant, ce nom avait été attribué à un remorqueur qui, avant de servir dans la Regia Marina, avait servi dans la marine marchande norvégienne sous le nom de Ellida. Ce remorqueur a été livré à la Regia Marina le 10 mai 1916 et a été désarmé le 7 mai 1920.
Actuellement, le nom Grecale est porté par une frégate de la classe Maestrale.